# Боа-Виажен (Сеара)
Боа-Виажен (порт. Boa Viagem)  —  город и муниципалитет в Бразилии, входит в штат Сеара. Составная часть мезорегиона Сертойнс-Сеаренсис. Входит в экономико-статистический  микрорегион Сертан-ди-Кишерамобин. Население составляет 52 071 человек на 2006 год. Занимает площадь 2 836,774 км². Плотность населения — 18,4 чел./км².

## История
Город основан в 1936 году.

## Статистика
- Валовой внутренний продукт на 2004 составляет 66.957.000,00 реалов (данные: Бразильский институт географии и статистики).
- Валовой внутренний продукт на душу населения на 2004 составляет 1.299,00 реалов (данные: Бразильский институт географии и статистики).
- Индекс развития человеческого потенциала на 2000 составляет 0,611 (данные: Программа развития ООН).

## География
Климат местности: полупустыня.